# Schienenverkehr in Marokko

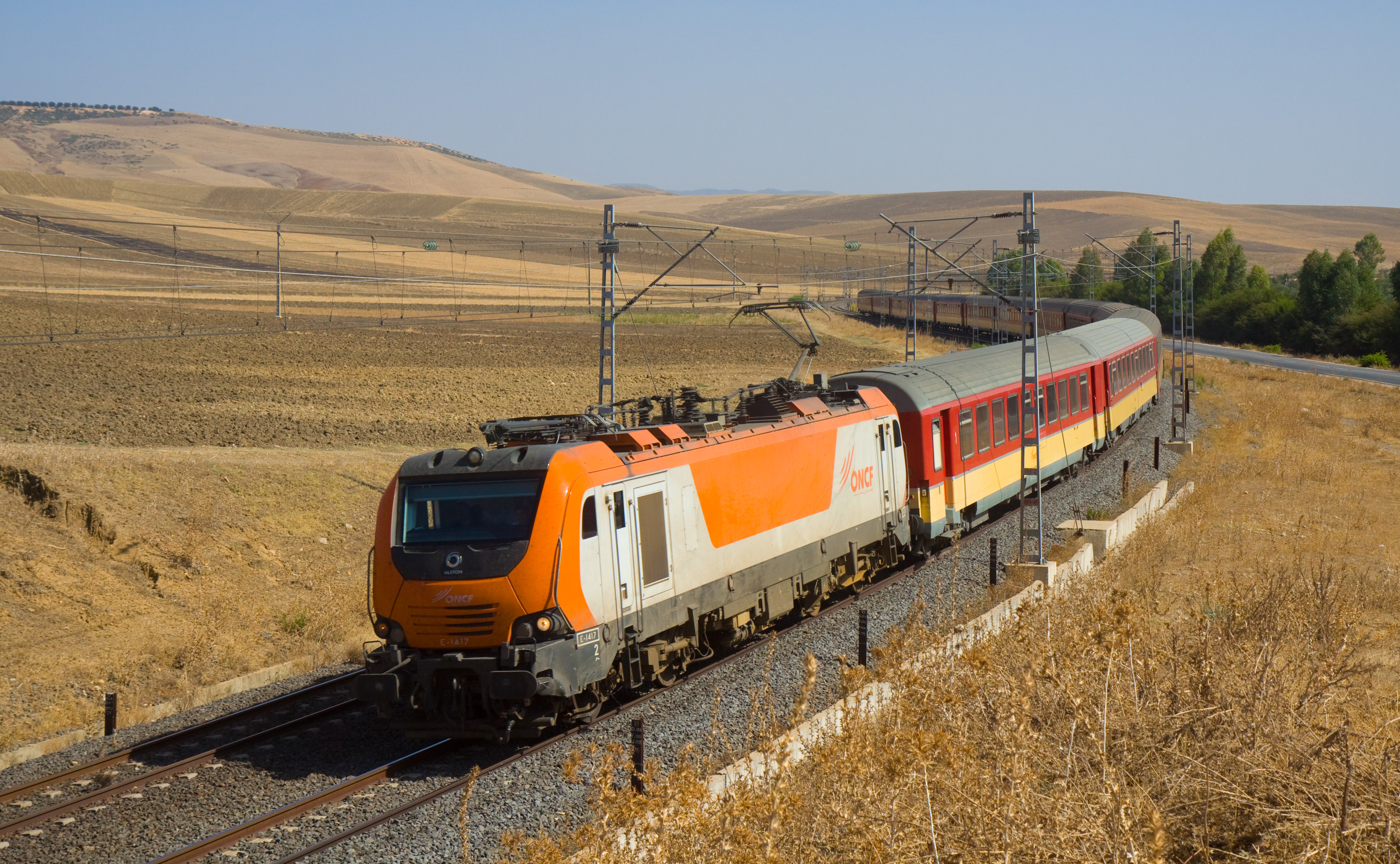
Personenzug der staatlichen Eisenbahngesellschaft ONCF

Der Schienenverkehr in Marokko wird vom staatlichen Office National des Chemins de Fer (ONCF) betrieben. Marokko ist auf dem afrikanischen Kontinent neben Südafrika, Ägypten und Algerien eines der wenigen Länder mit einem entwickelten Eisenbahnnetz.

## Geschichte

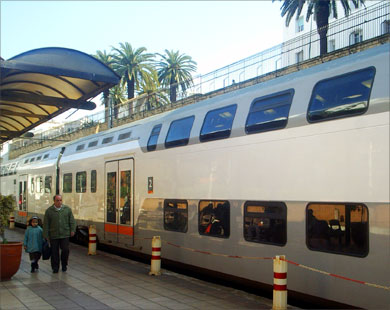
Zug im Bahnhof Rabat-Ville

Die erste Eisenbahn in Marokko fuhr 1888 als Geschenk der belgischen Regierung an Sultan Mulai al-Hassan I. in einem Park in Meknès. Nach der Akte von Algeciras und dem deutsch-französischen Abkommen von 1911 entstanden durch die französische Protektoratsmacht zahlreiche Strecken, die aufgrund militärischer Restriktionen nur als Schmalspurbahnen mit größtenteils einer Spurweite von 600 mm ausgeführt waren. Bis 1936 wurden sie auf Normalspur umgebaut. Anfänglich waren französische Dampflokomotiven im Einsatz. Ab 1927 begann die Elektrifizierung mit 3000 Volt Gleichspannung.
Die drei privaten Gesellschaften Compagnie des chemins de fer du Maroc (CFM), Chemins de Fer du Maroc Oriental (CMO) und Tanger–Fès (TF) wurden nach der vollen Unabhängigkeit Marokkos von Frankreich und Spanien Anfang 1963 zur ONCF zusammengeführt und verstaatlicht. 1984 wurden der zweigleisige Ausbau zwischen Casablanca und Rabat und das Schnellbahnnetz für TNR-Züge (Trains Navettes Rapides) in Betrieb genommen.
Seit 2000 erfolgten viele Neubauten und Streckenbegradigungen. Bis 2008 erhielt die Strecke zwischen Rabat und Fès ein zweites Gleis. Von Casablanca wurde eine neue Strecke zweigleisig nach El Jadida gebaut, und es erfolgte der zweigleisige Ausbau von Casablanca nach Oued Zem. Neubaustrecken von Tanger zum Freihafen Tanger-Med und von Taourirt nach Beni Ansar sowie die Wiederöffnung der Strecke nach Casablanca Port folgten. Ebenso wurde während dieser Zeit der Fuhrpark der ONCF auf französischen Standard angehoben (so sind in der Regel alle Personenzüge klimatisiert). Es wurde ein Taktverkehr eingeführt und auf zahlreichen Verbindungen die Anzahl der Züge erhöht.

## Eisenbahnnetz

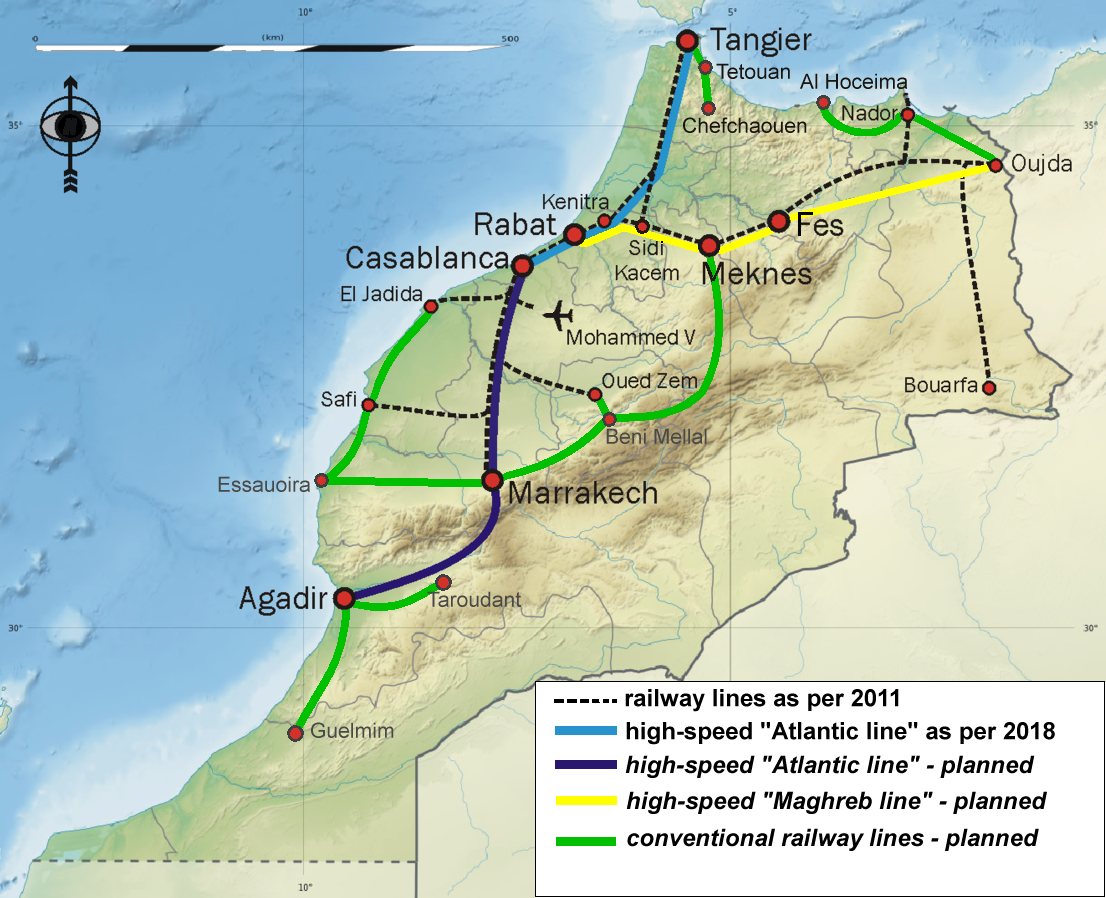
Marokkanisches Schienennetz 2018

Das Rückgrat des Eisenbahnnetzes mit 2110 Kilometer Streckenlänge und 133 Bahnhöfen (Stand: 2017) bildet die Strecke von Oujda an der algerischen Grenze über Fès und Casablanca nach Marrakesch, von der mehrere Stichbahnen abzweigen. Knapp 1600 Kilometer der Strecken sind elektrifiziert. Am 6. November 2015 stellte König Mohammed VI. die Entwicklungsstrategie des Eisenbahnnetzes bis zum Jahr 2040 vor, bestehend aus der Erweiterung und Modernisierung des bestehenden Netzes, dem Ausbau zweier Hochgeschwindigkeitslinien sowie der Anbindung mehrerer Häfen, mit einem Gesamtinvestitionsvolumen von rund 260 Milliarden Dirham (ca. 24 Mrd. Euro).

### Hochgeschwindigkeitsnetz
(Réseau à Grande Vitesse)
- Die Atlantiklinie von Tanger über Rabat, Casablanca und Marrakesch nach Agadir

Am 23. Oktober 2007 unterzeichnete der französische Präsident Nicolas Sarkozy bei einem Staatsbesuch mit marokkanischen Ministern eine Absichtserklärung über den Bau einer TGV–basierten Hochgeschwindigkeitsstrecke (genannt Al Boraq) zwischen Casablanca und Tanger. Daraufhin wurde der 200 Kilometer lange Abschnitt zwischen Tanger und Kenitra für 320 km/h neu trassiert (siehe LGV Tanger–Kenitra) und die restlichen 137 Kilometer bis Casablanca für eine Geschwindigkeit von 220 km/h ausgebaut. Laut ONCF betrugen die Investitionskosten 22,9 Mrd. Dirham (rund 2,1 Mrd. Euro). Ende Juni 2015 wurde der erste von 12 TGV-Duplex-Zügen des Herstellers Alstom an die ONCF übergeben. Am 15. November 2018 wurde der nun nur noch 180 Kilometer lange Abschnitt Tanger–Kenitra in Betrieb genommen. Die Fahrzeit Tanger–Casablanca verkürzt sich so von bisher 4:45 auf 2:10 Stunden.
Diesen ersten Ausbau–Abschnitt nutzten bis April 2019 eine Million Passagiere auf 20 täglichen Verbindungen. Perspektivisch soll diese Linie mittels eines Tunnels an das europäische Hochgeschwindigkeitsnetz angeschlossen werden. Die Verlängerung der Strecke von Casablanca nach Marrakesch soll bis zur Fußballweltmeisterschaft 2030 fertiggestellt und 245 km lang werden. Geplant ist eine Höchstgeschwindigkeit von 320 km/h. Baubeginn soll noch 2024 sein.
- Die Maghreblinie von Rabat über Fès nach Oujda

Geplant ist eine Hochgeschwindigkeitsstrecke von Rabat über Meknés und Fés nach Oujda, welche perspektivisch Teil einer internationalen Bahnlinie bis nach Tunis werden soll.

### Konventionelles Bahnnetz
(Réseau des Lignes Conventionelles)
Gemäß der Eisenbahn-Entwicklungsstrategie von 2015 ist die Modernisierung des Bahnknotens um Casablanca, der alten Strecke Tanger–Kenitra, der Stichbahnen zu den Häfen El Jadida und Nador, sowie der Streckenabschnitte Kenitra–Meknès–Fès und Taourirt–Oujda geplant. Durch neue Stichbahnen sollen die Städte Tétouan, Chefchaouen und Al Hoceima im Norden, sowie Guelmim und Taroudant im Süden erschlossen werden. In Zentralmarokko ist eine neue Verbindung Marrakesch–Essaouira geplant, die Verlängerung der Küstenlinie Casablanca–El Jadida über Safi bis nach Essaouira, sowie eine neue Verbindung Marrakesch–Mèknes über die Region um Beni Mellal.
Im Schienengüterverkehr ist der Transport von Phosphat zu den Häfen am Atlantik mit etwa 27 Millionen Tonnen bedeutsam. Die geplante Modernisierung der bestehenden, durch die Hochgeschwindigkeitslinien entlasteten Hauptstrecken sowie die Anbindung weiterer Hafenstädte zielt auch auf eine Stärkung der nationalen Transportlogistik durch die Eisenbahn ab.

## Straßenbahnnetze
Nach Einweihung der neuen Brücke „Hassan II“ zwischen Rabat und Salé durch König Mohammed VI am 18. Mai 2011 steht diese für den Kraftverkehr und Straßenbahn zur Verfügung. Zur Feier der Inbetriebnahme der Straßenbahn Rabat-Salé wurden an drei Tagen Tage der offenen Tür abgehalten und Demonstrationsfahrten durchgeführt. Seit dem 23. Mai 2011 ist der reguläre Fahrgastbetrieb der neuen Straßenbahnlinien 1 und 2 (Phase 1) aufgenommen. Die Linie 2 soll in der Zukunft weiter verlängert werden.
Ein weiteres Straßenbahnnetz wurde im Dezember 2012 in Casablanca eröffnet.